# Prosopocera brunnescens
Prosopocera brunnescens es una especie de escarabajo longicornio del género Prosopocera, tribu Prosopocerini, familia Cerambycidae. Fue descrita científicamente por Breuning en 1967.
Se distribuye por Tanzania. Mide 43-49 milímetros de longitud. El período de vuelo ocurre en los meses de febrero, marzo y diciembre.